# Zoria Chorostków
Zoria Chorostków (ukr. Футбольний клуб «Зоря» Хоростків, Futbolnyj Kłub „Zoria” Chorostkiw) – amatorski ukraiński klub piłkarski z siedzibą w Chorostkowie w obwodzie tarnopolskim.

## Historia
Drużyna piłkarska Zoria została założona w mieście Chorostków.
Występowała w amatorskich rozgrywkach mistrzostw i Pucharu obwodu tarnopolskiego.
Od początku istnienia niezależnej Ukrainy drużyna kontynuowała występy w amatorskich rozgrywkach obwodu.
Wielokrotnie zdobywała mistrzostwo i Puchar obwodu i występowała w mistrzostwach Ukrainy spośród drużyn amatorskich. W 1996 klub zajął pierwsze miejsce w drugiej grupie amatorskiej, co premiowało awansem do Drugiej Lihi. Jednak klub odmówił awansu. W 1998 klub zdobył Amatorski Puchar Ukrainy i startował w Pucharze Ukrainy.
Amatorska drużyna występowała w rozgrywkach mistrzostw obwodu tarnopolskiego dopóki w 2006 nie została rozformowana.

## Sukcesy
- zwycięzca 2 grupy mistrzostw Ukrainy spośród drużyn amatorskich: 1996
- zdobywca Amatorskiego Pucharu Ukrainy: 1998
- mistrz obwodu tarnopolskiego:1996, 1997, 1998
- zdobywca Pucharu obwodu tarnopolskiego: 1997, 1999